# Losgna simulator
Losgna simulator är en stekelart som beskrevs av Townes, Townes och Gupta 1961. Losgna simulator ingår i släktet Losgna och familjen brokparasitsteklar. Inga underarter finns listade i Catalogue of Life.